# Campeonato Paranaense de Futebol de 2010
O Campeonato Paranaense de Futebol de 2010  foi a 96ª edição da principal divisão do futebol paranaense, organizada pela Federação Paranaense de Futebol.
O Campeonato Paranaense de 2010 classificará o campeão e o vice e o terceiro melhor do campeonato  para a Copa do Brasil de 2011. Os dois melhores clubes também recebem vaga para o Campeonato Brasileiro de Futebol de 2010 - Série D, exceto o Coritiba, Atlético Paranaense e Paraná, que estão inelegíveis para esta competição. 
O primeiro gol do Paranaense, foi marcado por Leandro Oliveira aos 38 minutos do primeiro tempo pelo Corinthians Paranaense, na vitória de 2x1 sobre o Cianorte. 
O menor público
do campeonato foi registrado no jogo entre o Engenheiro Beltrão e Toledo válida pela Décima segunda rodada do campeonato.  Apenas 4 pagantes, totalizando uma renda de 40 reais, testemunharam o empate do Engenheiro Beltrão por 1 a 1 no Estádio Erich George em Rolândia. 
No dia 23 de Janeiro, foi registrada a maior goleada do campeonato, no jogo entre Atlético Paranaense e o recém promovido Serrano. Em jogo válido pela terceira rodada, o time atleticano, jogando na Arena da Baixada, bateu o time de Prudentópolis por 8 gols, sendo 4 em cada tempo.
Os primeiros clubes a serem rebaixados para a Série B/Série Prata foram o Nacional de Rolândia, Serrano Centro-Sul Esporte Clube e o Engenheiro Beltrão, que fez apenas 5 pontos em 12 jogos, ficando em último na competição.
A última equipe rebaixada foi conhecida na última rodada da primeira fase. Depois de muita emoção, o Toledo Colônia Work sofreu o descenso somente aos 43 minutos do segundo tempo, quando perdeu para o Paraná. Até esse momento, o clube que estava sendo rebaixado era o Rio Branco. Entretanto, o clube luta na justiça, para conseguir reaver os pontos do seu jogo contra o Engenheiro Beltrão, que segundo o time do Toledo Colônia Work, não havia pago as taxas de arbitragem da partida, que ocorreu na décima segunda rodada. Apesar disso, no borderô oficial do jogo, é constatado que o valor da taxa foi pago, no valor de 2,300 reais.
Na décima terceira rodada o Sport Club Corinthians Paranaense venceu o Engenheiro Beltrão por WxO, devido à desitência da equipe de Engenheiro Beltrão. A Federação Paranaense de Futebol declarou o  Corinthians Paranaense ganhador pelo placar de 3x0, resultado que classificou a equipe Curitibana em oitavo lugar tirando a vaga do Cianorte. 30 torcedores adquiriram ingressos para um jogo que não ocorreu.
O Gol mais rápido marcado neste campeonato foi registrado na 2° rodada da segunda fase no jogo entre Atlético Paranaense x Cascavel CR o gol foi marcado pelo jogador do Atlético Paranaense, Javier Fabián Toledo que levou apenas 20 segundos para abrir o placar na goleada de 5x0 da equipe Curitibana em cima do Cascavel CR.
O campeão, com uma campanha excelente o Coritiba conquistou seu 34° título paranaense de sua história e ainda em cima do seu maior rival Atlético Paranaense jogando no seu estádio Couto Pereira o Coritiba conquistou o título com uma rodada de antecedência. Resultado do jogo que valeu o título Coritiba 2x0 Atlético Paranaense.
Garantiram vaga na no Campeonato Brasileiro de Futebol de 2010 - Série D o Iraty em 3° lugar no estadual e o Operário-PR 5° colocado.

## Regulamento da Competição[11]
- Primeira Fase:

As quatorze equipes jogarão entre si, em turno único. Os oito primeiros colocados se classificam para a Segunda Fase.
- Fase Final:

Os oito clubes jogam novamente em turno único. Quem somar mais pontos, nesta fase, será o campeão. O primeiro colocado da primeira fase leva dois pontos extras para a fase final e o segundo colocado entra com um ponto extra.
- Rebaixamento:

Os Quatro últimos colocados na classificação geral serão rebaixados para a Série Prata de 2011.
- Critérios de Desempate:

| Critérios                |
| ------------------------ |
| Maior número de vitórias |
| Melhor saldo de gols     |
| Menos cartões vermelhos  |
| Sorteio na Federação     |

## Televisão
No campeonato de 2010 a RPC/PPV Globo detêm os direitos televisivos, sendo que a RPC transmite apenas uma partida de cada rodada. Os canais PPV Net transmitirão todos os jogos do campeonato.

### Promovidos Série Ouro
- Serrano Centro-Sul Esporte Clube
- Operário Ferroviário Esporte Clube

### Rebaixados Série Prata em2009
- Londrina Esporte Clube
- Auritânia Foz do Iguaçu Futebol Clube
- Associação Atlética Iguaçu
- Adap Galo Maringá Football Club¹
- 1:O ADAP/Galo foi rebaixado por desistência.

## Participantes2010

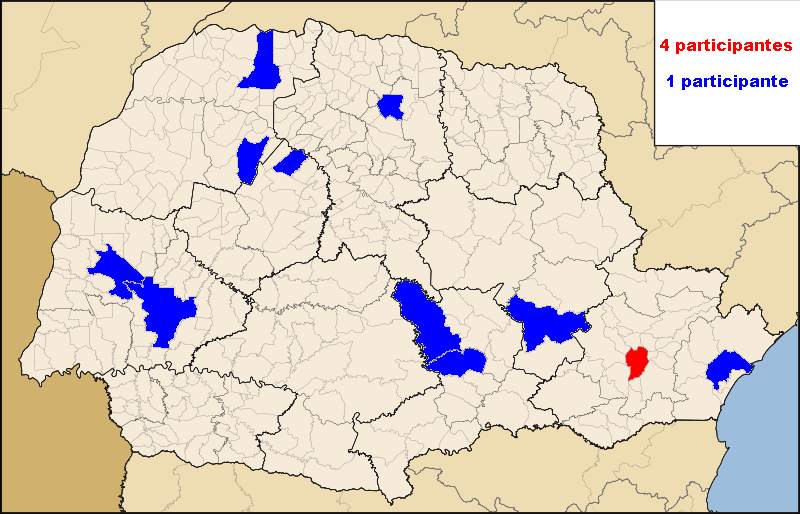
Mapa dos municípios participantes do Campeonato Paranaense de 2010 - Série Ouro

| Equipe                                             | Cidade             | Região                           | No ano anterior                                                            | Estádio                                   | Capacidade | Títulos                                      | Participações |
| -------------------------------------------------- | ------------------ | -------------------------------- | -------------------------------------------------------------------------- | ----------------------------------------- | ---------- | -------------------------------------------- | ------------- |
| Rio Branco Sport Club                              | Paranaguá          | Litoral Paranaense               | Décimo Lugar                                                               | Gigante do Itiberê                        | 9.070      | 0 (não possui)                               | 41            |
| Iraty Sport Club                                   | Irati              | Microrregião de Irati            | Sexto Lugar                                                                | Estádio Coronel Emílio Gomes              | --         | 1 (2002)                                     | 25            |
| Atlético Clube Paranavaí                           | Paranavaí          | Microrregião de Paranavaí        | Oitavo Lugar                                                               | Estádio Municipal Dr. Waldemiro Wagner    | 25.000     | 1 (2007)                                     | 34            |
| Paraná Clube                                       | Curitiba           | Região Metropolitana de Curitiba | Quinto Lugar                                                               | Estádio Durival Britto e Silva            | 17.000     | 7 (1991, 1993, 1994, 1995, 1996, 1997, 2006) | 18            |
| Sport Clube Corinthians Paranaense                 | Curitiba           | Região Metropolitana de Curitiba | Terceiro Lugar                                                             | Estádio Janguito Malucelli                | 4.200      | 0 (não possui)                               | 11            |
| Coritiba Foot Ball Club                            | Curitiba           | Região Metropolitana de Curitiba | Vice Campeão                                                               | Estádio Major Antônio Couto Pereira       | 38.000     | 33 (último em 2008)                          | 86            |
| Clube Atlético Paranaense                          | Curitiba           | Região Metropolitana de Curitiba | Campeão                                                                    | Arena da Baixada                          | 25.180     | 21 (último em 2009)                          | 76            |
| Cianorte Futebol Clube                             | Cianorte           | Microrregião de Cianorte         | Sétimo Lugar                                                               | Estádio Municipal Olímpico Albino Turbay  | 3.000      | 0 (não possui)                               | 7             |
| Associação Esportiva Recreativa Engenheiro Beltrão | Engenheiro Beltrão | Microrregião de Campo Mourão     | Décimo Segundo Lugar                                                       | Estádio João Cavalcante de Menezes        | 2.340      | 0 (não possui)                               | 5             |
| Cascavel Clube Recreativo                          | Cascavel           | Região Metropolitana De Cascavel | Décimo Primeiro Lugar                                                      | Estádio Olímpico Regional Arnaldo Busatto | 28.125     | 0 (não possui)                               | 5             |
| Toledo Colônia Work                                | Toledo             | Microrregião de Toledo           | Nono Lugar                                                                 | Estádio 14 de Dezembro                    | 15.280     | 0 (não possui)                               | 4             |
| Nacional Atlético Clube Sociedade Civil            | Rolândia           | Microrregião de Londrina         | Quarto Lugar                                                               | Estádio Erich George                      | 2.200      | 0 (não possui)                               | 15            |
| Serrano Centro-Sul Esporte Clube                   | Prudentópolis      | Microrregião de Prudentópolis    | Campeão do Campeonato Paranaense de Futebol de 2009 - Segunda Divisão      | Estádio Newton Agibert                    | 6.500      | 0 (não possui)                               | 1             |
| Operário Ferroviário Esporte Clube                 | Ponta Grossa       | Microrregião de Ponta Grossa     | Vice Campeão do Campeonato Paranaense de Futebol de 2009 - Segunda Divisão | Estádio Germano Krüger                    | 8.620      | 0 (não possui)                               | 41            |

## Classificação Primeira Fase

### Classificação
| Série Ouro - Primeira Fase | Série Ouro - Primeira Fase | Série Ouro - Primeira Fase | Série Ouro - Primeira Fase | Série Ouro - Primeira Fase | Série Ouro - Primeira Fase | Série Ouro - Primeira Fase | Série Ouro - Primeira Fase | Série Ouro - Primeira Fase | Série Ouro - Primeira Fase | Série Ouro - Primeira Fase | Série Ouro - Primeira Fase | Série Ouro - Primeira Fase |
| Time | Time                       | P                          | J                          | V                          | E                          | D                          | GP                         | GC                         | SG                         |                            |                            |                            |
| 1 | Coritiba                   | 32                         | 14                         | 10                         | 2                          | 2                          | 22                         | 6                          | 16                         |                            |                            |                            |
| 2 | Atlético Paranaense        | 28                         | 14                         | 8                          | 4                          | 2                          | 22                         | 9                          | 13                         |                            |                            |                            |
| 3 | Paraná                     | 24                         | 14                         | 7                          | 3                          | 4                          | 23                         | 10                         | 13                         |                            |                            |                            |
| 4 | Operário FEC               | 21                         | 14                         | 6                          | 3                          | 5                          | 21                         | 18                         | 3                          |                            |                            |                            |
| 5 | Cascavel CR                | 18                         | 14                         | 6                          | 0                          | 8                          | 18                         | 24                         | -6                         |                            |                            |                            |
| 6 | Cianorte                   | 15                         | 14                         | 4                          | 3                          | 7                          | 13                         | 20                         | -7                         |                            |                            |                            |
| 7 | Rio Branco                 | 12                         | 14                         | 3                          | 3                          | 8                          | 11                         | 25                         | -13                        |                            |                            |                            |
| 8 | Toledo                     | 10                         | 14                         | 2                          | 4                          | 8                          | 8                          | 20                         | -12                        |                            |                            |                            |
| --- | -------------------------- | -------------------------- | -------------------------- | -------------------------- | -------------------------- | -------------------------- | -------------------------- | -------------------------- | -------------------------- | -------------------------- | -------------------------- | -------------------------- |
| Pts – Pontos ganhos; J – Jogos; V - Vitórias; E - Empates; D - Derrotas; GP – Gols pró; GC – Gols contra; SG – Saldo de gols; % - Aproveitamento de pontos; M - Movimentação em relação a rodada anterior |                            |                            |                            |                            |                            |                            |                            |                            |                            |                            |                            |                            |

|  |                                                            |
|  | Classificados para Segunda Fase Campeonato Paranaense 2010 |

|  |                                |
|  | Rebaixados Série Prata de 2011 |

### Confrontos
Para ler a tabela, a linha horizontal representa os jogos da equipe como mandante. A coluna vertical indica os jogos da equipe como visitante.
Jogos "clássicos" estão em negrito.
Resultados estão em verde.
|                     | CAP | CAS | CIA | CFC | CPR | ENG    | IRY   | NAC | OPR | PAR | PAV | RIO | SER | TOL |
| ------------------- | --- | --- | --- | --- | --- | ------ | ----- | --- | --- | --- | --- | --- | --- | --- |
| Atlético Paranaense | —   | *   | 4x1 | 1x1 | 2x0 | 3x0    | *     | *   | 1x2 | *   | 4x0 | *   | 8x0 | *   |
| Cascavel CR         | 0x0 | —   | *   | 0x0 | 3x1 | *      | 3x1   | *   | *   | *   | 4x3 | *   | *   | 2x1 |
| Cianorte            | *   | 1x0 | —   | *   | *   | 2x0    | 1x2   | 2x0 | 1x0 | 1x1 | *   | *   | *   | 1x1 |
| Coritiba            | *   | *   | 2x1 | —   | 0x0 | *      | 3x1   | 4x1 | *   | 0x1 | *   | *   | 2x0 | 3x1 |
| Corinthians-PR      | *   | *   | 2x1 | *   | —   | WxO3x0 | *     | 3x2 | 0x2 | 0x0 | 4x1 | 1x0 | *   | *   |
| Engenheiro Beltrão  | *   | 2x4 | *   | 2x5 | *   | —      | *     | *   | *   | 0x4 | *   | 2x0 | 2x3 | 1x1 |
| Iraty               | 1x0 | *   | *   | *   | 5x0 | 1x0    | —     | *   | 3x1 | *   | *   | 4x0 | 1x0 | 1x1 |
| Nacional-PR         | 1x1 | 1x1 | *   | *   | *   | 1x1    | 1x1   | —   | 0x1 | *   | 2x1 | *   | *   | 0x2 |
| Operário-PR         | *   | 1x0 | *   | 0x1 | *   | 3x0    | *     | *   | —   | *   | *   | 2x3 | 2x1 | 1x1 |
| Paraná Clube        | 0x1 | 1x1 | *   | *   | *   | *      | 0x0 ¹ | 0x2 | 1x1 | —   | 2x1 | 1x2 | *   | *   |
| Paranavaí           | *   | *   | 2x1 | 1x1 | *   | 2x1    | 3x1   | *   | 1x0 | *   | —   | *   | 2x1 | *   |
| Rio Branco-PR       | 1x2 | 1x1 | 2x1 | 1x4 | *   | *      | *     | 3x0 | *   | *   | 1x1 | —   | *   | *   |
| Serrano             | *   | 1x0 | 1x2 | *   | 1x1 | *      | *     | 1x0 | *   | 0x1 | *   | 1x1 | —   | *   |
| Toledo C.W          | 1x1 | *   | *   | *   | 1x1 | *      | *     | *   | *   | 1x2 | 1x3 | 5x1 | 1x0 | —   |

1.- O jogo entre Paraná Clube e Iraty foi realizado em 13 de Fevereiro de 2010 devido às chuvas que suspenderam o jogo em sua data original. 

### Desempenho por rodada
Clubes que lideraram o campeonato ao final de cada rodada:
| 1   | 2 | 3 | 4 | 5 | 6 | 7 | 8 | 9 | 10 | 11 | 12 | 13 |
| CFC |   |   |   |   |   |   |   |   |    |    |    |    |

Clubes que ficaram na última posição do campeonato ao final de cada rodada:
| 1   | 2   | 3   | 4   | 5   | 6   | 7   | 8   | 9   | 10  | 11  | 12  | 13  |
| SER | ENG | ENG | ENG | ENG | ENG | ENG | ENG | ENG | ENG | ENG | ENG | ENG |

## Segunda Fase

### Classificação
| Série Ouro - Segunda Fase | Série Ouro - Segunda Fase | Série Ouro - Segunda Fase | Série Ouro - Segunda Fase | Série Ouro - Segunda Fase | Série Ouro - Segunda Fase | Série Ouro - Segunda Fase | Série Ouro - Segunda Fase | Série Ouro - Segunda Fase | Série Ouro - Segunda Fase | Série Ouro - Segunda Fase | Série Ouro - Segunda Fase | Série Ouro - Segunda Fase |
| Time | Time                      | Pts                       | J                         | V                         | E                         | D                         | GP                        | GC                        | SG                        | %                         | M                         |                           |
| 1 | Coritiba                  | 8                         | 4                         | 2                         | 2                         | 0                         | 10                        | 4                         | 6                         |                           |                           |                           |
| 2 | Atlético Paranaense       | 7                         | 4                         | 2                         | 1                         | 1                         | 8                         | 3                         | 5                         |                           |                           |                           |
| 3 | Operário Ferroviário      | 6                         | 4                         | 2                         | 0                         | 2                         | 5                         | 6                         | -1                        |                           |                           |                           |
| 4 | Paraná                    | 4                         | 4                         | 1                         | 1                         | 2                         | 6                         | 9                         | -3                        |                           |                           |                           |
| 5 | Cascavel CR               | 2                         | 4                         | 0                         | 2                         | 2                         | 3                         | 9                         | -6                        |                           |                           |                           |
| --- | ------------------------- | ------------------------- | ------------------------- | ------------------------- | ------------------------- | ------------------------- | ------------------------- | ------------------------- | ------------------------- | ------------------------- | ------------------------- | ------------------------- |
| Pts – Pontos ganhos; J – Jogos; V - Vitórias; E - Empates; D - Derrotas; GP – Gols pró; GC – Gols contra; SG – Saldo de gols; % - Aproveitamento de pontos; M - Movimentação em relação a rodada anterior |                           |                           |                           |                           |                           |                           |                           |                           |                           |                           |                           |                           |

### Confrontos
Para ler a tabela, a linha horizontal representa os jogos da equipe como mandante. A coluna vertical indica os jogos da equipe como visitante.
Jogos "clássicos" estão em negrito.
Resultados estão em verde.
|                     | CAP | CAS | CFC | CPR | IRY | OPR | PAR | PAV |
| ------------------- | --- | --- | --- | --- | --- | --- | --- | --- |
| Atlético Paranaense | —   | 5x0 | *   | 4x1 | 0x0 | 3x2 | 1x0 | 1x0 |
| Cascavel CR¹        | *   | —   | *   | 4x1 | *   | *   | *   | *   |
| Coritiba            | 2x0 | 2x1 | —   | 2x1 | 3x1 | 2x0 | 1x0 | 4x1 |
| Corinthians-PR      | *   | *   | *   | —   | *   | *   | *   | *   |
| Iraty               | *   | 5x2 | *   | 1x0 | —   | 3x1 | 1x1 | 0x0 |
| Operário-PR¹        | *   | 2x2 | *   | *   | *   | —   | *   | 1x0 |
| Paraná Clube        | *   | 1x0 | *   | 3x1 | *   | 1x1 | —   | 4x1 |
| Paranavaí           | *   | 2x1 | *   | 2x2 | *   | *   | *   | —   |

1.- O jogo entre Operário e Cascavel CR foi  realizado em 31 de março de 2010 devido às chuvas que suspenderam o jogo em sua data original.

## Campeão
| Campeão Paranaense de 2010         |
| ---------------------------------- |
| Coritiba Foot Ball Club 34° Título |

O Coritiba Foot Ball Club é campeão da 95° edição do Campeonato Paranaense de Futebol, de 2010 com esse resultado a equipe curitibana consegue a vaga para a Copa do Brasil de Futebol de 2011